# Bezirk Cavalese
Der Bezirk Cavalese war ein Politischer Bezirk in der Gefürsteten Grafschaft Tirol. Der Bezirk umfasste das Fleimstal und das Fassatal im Nordosten des Trentino. Sitz der Bezirkshauptmannschaft war die Gemeinde Cavalese. Das Gebiet wurde nach dem Ersten Weltkrieg Italien zugeschlagen.

## Geschichte
Die modernen, politischen Bezirke der Habsburgermonarchie wurden 1868 im Zuge der Trennung der politischen von der judikativen Verwaltung geschaffen.
Der Bezirk Cavalese wurde dabei 1868 aus den Gerichtsbezirken Cavalese und Fassa gebildet.
Im Bezirk Cavalese lebten 1869 21.599 Personen, wobei der Bezirk 3673 Häuser beherbergte und 13,29 Quadratmeilen umfasste.
Der Bezirk Cavalese umfasste 1910 eine Fläche von 764,78 km² und beherbergte eine Bevölkerung von 24.620 Personen, davon hatten 22.517 Italienisch oder Ladinisch, 1.782 Deutsch und 321 eine andere Sprache als Umgangssprache angegeben oder waren Staatsfremde. Der Bezirk bestand aus zwei Gerichtsbezirken mit 25 Gemeinden.
Durch die Grenzbestimmungen des am 10. September 1919 abgeschlossenen Vertrages von Saint-Germain wurde der Bezirk Cavalese zur Gänze Italien zugeschlagen.

## Gemeinden
Der Bezirk Cavalese umfasste 1910 die 25 Gemeinden Anterivo (Altrei), Campitello (Kampedell), Canazei (Kanzenei), Capriana (Kaferlan), Carano (Kaldrein), Castello (Kastell im Fleimstal), Cavalese (Gablös), Daiano (Deyen), Forno (Ofen), Mazzin (Matzin), Moena (Moyen), Panchia, Perra, Pozza (Potzach im Fasstal), Predazzo (Pardatsch), Rover-Carbonare, San Lugano (Tennebach), Soraga (Überwasser), Stramentizzo (Stramentisch), Tesero (Teser im Fleimstal), Trodena (Truden), Valfloriana (Welsch-Flörian), Varena (Warren), Vigo di Fassa (Wig im Fasstal) und Ziano (Zanonberg).